# Seznam poslanců Burgenlandského zemského sněmu (XVIII. funkční období)
Tento seznam poslanců Burgenlandského zemského sněmu zahrnuje všechny členy Burgenladského zemského sněmu v jeho XVIII. funkčním období, které začalo 28. prosince 2000 a skončilo 24. října 2005. Po zemských volbách v roce 2000 z celkových 36 mandátů získala 17 SPÖ, 13 ÖVP, 4 FPÖ a 2 Zelení.

## Seznam poslanců
| Jméno                | Strana | Poznámka                                                              |
| -------------------- | ------ | --------------------------------------------------------------------- |
| Benkö Ilse           | FPÖ    |                                                                       |
| Berlakovich Nikolaus | ÖVP    | Do 18. května 2005                                                    |
| Braunrath Helga      | ÖVP    | Do 26. května 2004                                                    |
| Darabos Norbert      | SPÖ    | Předseda poslaneckého klubu do března 2003, odstoupil 15. června 2004 |
| Falb-Meixner Werner  | ÖVP    | Od 19. května 2005 místo Nikolause Berlakoviche                       |
| Fasching Paul        | ÖVP    | Od 27. května 2004                                                    |
| Gelbmann Matthias    | SPÖ    |                                                                       |
| Glaser Franz         | ÖVP    | Do 19. prosince 2002                                                  |
| Gossy Ewald          | SPÖ    |                                                                       |
| Gottweis Andrea      | ÖVP    |                                                                       |
| Gradwohl Werner      | ÖVP    |                                                                       |
| Hahn Georg           | SPÖ    |                                                                       |
| Heißenberger Wilhelm | ÖVP    | Od 27. května 2004                                                    |
| Illedits Christian   | SPÖ    |                                                                       |
| Jellasitz Gerhard    | ÖVP    | Do 26. května 2004                                                    |
| Klikovits Oswald     | ÖVP    | Od 27. května 2004                                                    |
| Kölly Manfred        | FPÖ    |                                                                       |
| Konrath Karl         | SPÖ    |                                                                       |
| Krojer Margarethe    | Zelení |                                                                       |
| Lentsch Kurt         | ÖVP    |                                                                       |
| Loos Josef           | SPÖ    |                                                                       |
| Mezgolits Klaus      | SPÖ    |                                                                       |
| Moser Manfred        | SPÖ    |                                                                       |
| Pongracz Gerhard     | SPÖ    |                                                                       |
| Prior Walter         | SPÖ    |                                                                       |
| Resetar Adalbert     | ÖVP    | Do 26. května 2004                                                    |
| Ritter Ewald         | SPÖ    |                                                                       |
| Rohr Alfred          | ÖVP    | Od 30. ledna 2003 místo Franze Glasera                                |
| Sack Edith           | SPÖ    |                                                                       |
| Salzl Stefan         | FPÖ    | Do 31. prosince 2004                                                  |
| Sampt Helmut         | ÖVP    | Od 27. května 2004                                                    |
| Schlaffer Anna       | SPÖ    | Od 24. června 2004 místo Norberta Darabose                            |
| Schmid Ernst         | SPÖ    |                                                                       |
| Schranz Erwin        | ÖVP    |                                                                       |
| Spieß Gertrude       | SPÖ    |                                                                       |
| Stacherl Willibald   | SPÖ    |                                                                       |
| Strommer Rudolf      | ÖVP    |                                                                       |
| Thomas Wilhelm       | ÖVP    | Do 27. května 2004                                                    |
| Tschürtz Johann      | FPÖ    |                                                                       |
| Vadasz Peter         | ÖVP    |                                                                       |
| Vlasich Joško        | Zelení |                                                                       |
| Weghofer Matthias    | ÖVP    |                                                                       |
| Zechmeister Walter   | FPÖ    | Od 18. ledna 2005 místo Stefana Salzla                                |